# 甑山集中營
甑山集中營是在朝鲜的再教育營，其正式名稱是甑山第十一號敎化所，又名甑山政治犯收容所。集中營位於平安南道甑山郡，黃海海岸，距首都平壤50公里處。
甑山集中營目前關押有3,300至5,000名囚犯，多數是婦女。自1999年以來，逐漸成為關押女性脫北者的場所（佔50%-60%比重），其他或因盜竊、賣淫、不法交易。營四週系農業用地，囚犯需種植稻穀以供給人民保衛部。